# Alice Timander
Alice Ingegärd Marianne Timander, född Müller den 6 oktober 1915 i Stockholm, död 3 juli 2007 i Stockholm, var en svensk tandläkare, skådespelare och underhållare. Hon var framförallt känd för sin närvaro på otaliga premiärer.

## Biografi
Alice Timander var dotter till veterinären Carl Müller och Inez, född Lönnqvist. Hon föddes 1915 i Stockholm och när hon var två år flyttade familjen till Trelleborg där hennes far fått en tjänst som veterinär. När hon var tolv år flyttade familjen till Eslöv och där bodde hon tills hon tog studenten 1932. Hon flyttade till Stockholm för att studera till tandläkare och tog examen 1937 och var då Sveriges yngsta tandläkare, 21 år.  Hon utövade yrket både i Sverige och utomlands. Hon arbetade bland annat i Tanger, Marocko i sex år tillsammans med sin dåvarande make Torsten Timander. 
Alice Timander hade alltid drömt om att bli skådespelerska och under studierna tog hon teaterlektioner. Hon var filmskådespelerska i flera svenska filmer under perioden 1935–1982. Som mycket flitig teaterbesökare blev hon känd som "premiärlejon" – själv diagnosticerade hon sig som "foyer-exhibitionist". Hon har också verkat som konferencier och underhållare.  
Alice Timander skrev fem böcker varav två självbiografiska: Strunt i kläderna (1968) och  Alice Timander (1989). Hon var sommarvärd 2006.
Samma år gjorde Rebecka Rasmusson en dokumentärfilm, Alice och jag, där Timander berättar om sitt liv och sina relationer. 
Timander är begravd på Norra begravningsplatsen i Stockholm.
11 april 2019 meddelade Skånetrafiken att ett nytt pågatåg fått namnet Alice Timander. 

### Äktenskap och barn
Alice Timander gifte sig tre gånger. Första äktenskapet, 1942-1950, var med tandläkaren och skådespelaren Bengt Logardt och tillsammans fick de dottern Annika.  Andra äktenskapet, 1951–1968, var med tandläkaren och affärsmannen Torsten Timander (1900–1982), och de fick sonen Tomas (1952) och dottern Katarina (1953) (svärmor till Monty Python-medlemmen Terry Jones under åren 2012–2020). Tredje äktenskapet, 1972 var med direktörsassistenten Göran Jonsson (född 1940) och varade i praktiken bara i en vecka men upplöstes formellt 1974.

## Politiskt och religiöst engagemang
Inför valrörelsen 1998 engagerade sig Alice Timander i Kristdemokraterna och blev ett av partiets dragplåster och affischnamn under valrörelsen, under vilken hon medverkade i ett stort antal valmöten över hela landet. Dock lämnade hon partiet på valvakan samma år då hon blivit dåligt bemött av en representant för partiledningen. Hon blev också medlem i Jehovas vittnen, men blev utesluten kort därefter.[källa behövs] Dessutom blev Timander mycket upprörd när Kalle Sändare ringde henne och "lallade", som han kallade sina ordvrängningar, i luren. Hon förlät honom inte och kallade honom därefter för Kalle Skändare.

## Filmografi
- 1935 – Flickor på fabrik
- 1939 – Mot nya tider
- 1948 – Kärlek, solsken och sång
- 1952 – Flyg-Bom
- 1969 – Åsa-Nisse i rekordform
- 1982 – Klippet

### TV
- 2005 – Outsiders (1 avsnitt)
- 2006 – Alice och jag

## Diskografi
- 1968 – Kalle Sändare: Lejonklösa (medverkan)

### Biografi
- 1968 - Strunt i kläder, Nordståhl & Backstroem
- 1989 - Alice Timander, Norstedts